# البايبي (الكمبري)
البايبي (باللاتينية: Paibian)، وهي أول مرحلة من فترة الفورونجي والثامنة من الكامبري، حيث امتدت من ≈ 497 إلى≈ 494.2 مليون سنة مضت، لمدة 2.8 مليون سنة تقريبا.

## التسمية
يعود مصطلح البايبي إلى «قرية بايبي» في مقاطعة خونان الصينية.

## المقطع النموذجي
عرفت قاعدة البايبي بأول ظهور لثلاثية الفصوص غليبتاجنوستاس الشبكي (الاسم العلمي: Glyptagnostus reticulatus) منذ 497 مليون سنة. وتم تعريف نقطة ومقطع طبقة الحدود العالمية (GSSP) في «قطاع بايبي» (جبال ولينغ، مقاطعة هوايوان)، على ارتفاع 396 متر فوق قاعدة نتوء تكوين هواكياو (28°23′22″N 109°31′33″E / 28.3895°N 109.5257°E). وتم تعريف حدوده العليا بأول ظهور لثلاثية الفصوص أغنوستوتيس الشرقية (الاسم العلمي: Agnostotes orientalis) منذ 494.2 مليون سنة.